# Nanshiungosaurus
Nanshiungosaurus là một chi khủng long theropoda của kỷ Creta tại Trung Quốc.
Hai loài đã được đặt tên trong chi này: Nanshiungosaurus brevispinus (loài điển hình) và Nanshiungosaurus bohlini.

## Mô tả
Gregory S. Paul năm 2010 ước lượng chiều dài Nanshiungosaurus brevispinus là năm mét, căn nặng khoảng 600 kg. Số lượng các đốt xương cùng lần đầu tiên được xác định là năm, sau đó sửa chữa đến sáu.
Nanshiungosaurus bohlini là dạng lớn hơn, ước lượng bởi Paul là 6 mét và 1.3 tấn.